# وظيفة بدوام كامل
الوظيفة بدوام كامل هي الوظيفة التي يعمل فيها الشخص بعدد ساعات معينة يحددها صاحب العمل، أو تحدد عددها الدولة ويشمل ذلك المؤسسات الحكومية والخاصة.

## نبذة
غالبًا ما يأتي العمل بدوام كامل بمزايا لا تُقدم غالباً للعمال بدوام جزئي أو المؤقتين أو العمال المرنين، مثل الإجازة السنوية والإجازة المرضية والتأمين الصحي. يعتقد البعض خطأً أن الوظائف بدوام جزئي ليست وظائف. ومع ذلك، يوجد تشريع لمنع أصحاب العمل من التمييز ضد العاملين بدوام جزئي، لذلك لا ينبغي أن يكون التمييز عاملاً عند اتخاذ القرارات بشأن التقدم الوظيفي. إنهم يستلمون عمومًا أكثر من وظائف بدوام جزئي في الساعة، وهذا تمييز بالمثل إذا كان قرار الدفع يعتمد على حالة العمل بدوام جزئي كعامل أساسي. لا يقسم قانون معايير العمل العادلة (FLSA) ‏ العمل بدوام كامل أو العمل بدوام جزئي. هذه مسألة يتم تحديدها بشكل عام من قبل صاحب العمل. تتطلب الشركات عادة من 32 إلى 40 ساعة في الأسبوع ليتم تعريفها على أنها وظيفة بدوام كامل وبالتالي فهي مؤهلة للحصول على مزايا الوظيفة بدوام كامل.
تختلف حالة وأوقات الوظيفة بدوام كامل باختلاف الشركة التي يعمل بها الموظف. يتكون أسبوع العمل «القياسي» من خمسة أيام وثماني ساعات في اليوم، وعادة ما تكون بين الساعة 9:00 صباحًا إلى 5:00 مساءً أو 10:00 صباحًا إلى 6:00 مساءً بإجمالي 40 ساعة في الاسبوع. في حين إذا كانت أيام الأسبوع أربعة أيام يكون كل منها عشر ساعات، وقد تصبح تسع ساعات ليصبح إجمالي ساعات العمل في الأسبوع 36 ساعة. غالبًا ما تكون نوبات العمل لمدة 12 ساعة ولكن تكون الايام ثلاثة أيام في الأسبوع، هذا في حال لم تكن الشركة تنوي دفع أجر إضافي للموظف. يتم دفع الأجر الإضافي بشكل قانوني في أي وقت يعمل فيه الموظف أكثر من 40 ساعة في الأسبوع.
هناك بعض الحالات التي يتم تحويل شخص يحتاج وظيفة بدوام كامل إلى وظيفة بدوام جزئي، والتي هي في بعض الأحيان شكلا من أشكال الطرد اللائق لتجنب دفع إعانات البطالة إلى المطرودين من العمل.

## الاوقات حسب الدولة
ساعات العمل في الاسبوع للموظفين بدوام كامل:
- استراليا: حوالي 38 ساعة[1]
- بلجيكا: 38 ساعة
- البرازيل: 40-44 ساعة
- تشيلي: 45 ساعة
- كندا: 37.5 - 40 ساعة
- الدنمارك: 37 ساعة
- فرنسا: 35 ساعة [2]
- ألمانيا: 35-40 ساعة
- آيسلندا: 40 ساعة
- الهند: 48 ساعة (وفقًا لقانون المصانع لعام 1948، لا يمكن لأي شخص العمل لأكثر من 48 ساعة في الأسبوع)
- تايوان: 40 ساعة[3]
- إسرائيل: 43 ساعة
- ايطاليا: 40 ساعة
- هولندا: 35 - 40 ساعة[4]
- النرويج: 40 ساعة [5]
- بولندا: 40 ساعة
- روسيا: 40 ساعة
- السويد: 40 ساعة (غير محددة رسميًا) [6]
- المملكة المتحدة: 35 ساعة (غير محددة رسميًا)[7]
- الولايات المتحدة: 30 ساعة أو أكثر[8][9][10][11]